# Seznam medailistů na mistrovství světa v judu
Toto je seznam medailistů na mistrovství světa judu.

## Superlehká váha
| Rok                 | Zlato                | Stříbro                | Bronz                | Bronz                |
| ------------------- | -------------------- | ---------------------- | -------------------- | -------------------- |
| MS 1979             | Thierry Rey          | Kwak U-čong            | Felice Mariani       | Jasuhiko Moriwaki    |
| MS 1981             | Jasuhiko Moriwaki    | Pavel Petřikov         | Felice Mariani       | Phil Takahashi       |
| MS 1983             | Chazret Tleceri      | Tamás Bujkó            | Ken’iči Haraguči     | Klaus-Peter Stolberg |
| MS 1985             | Šindži Hosokawa      | Peter Jupke            | Tamás Bujkó          | Chazret Tleceri      |
| MS 1987             | Kim Če-jop           | Šindži Hosokawa        | Patrick Roux         | Kevin Asano          |
| MS 1989             | Amiran Totikašvili   | Tadanori Košino        | Jun Hjon             | Dašgombyn Battulga   |
| MS 1991             | Tadanori Košino      | Jun Hjon               | Nazim Husejnov       | Philippe Pradayrol‎   |
| MS 1993             | Rjúdži Sonoda        | Nazim Husejnov         | Giorgi Vazagašvili   | Richard Trautmann    |
| MS 1995             | Nikolaj Ožogin       | Giorgi Vazagašvili     | Natik Bagirov        | Rjúdži Sonoda        |
| MS 1997             | Tadahiro Nomura      | Giorgi Revazišvili     | Cédric Taymans       | Fúlvio Miyata        |
| MS 1999             | Manolo Poulot        | Kazuhiko Tokuno        | Natik Bagirov        | Nestor Chergiani     |
| MS 2001             | Anís Lounifi         | Cédric Taymans         | John Buchanan        | Kazuhiko Tokuno      |
| MS 2003             | Čchö Min-ho          | Craig Fallon           | Tadahiro Nomura      | Anís Lounifi         |
| MS 2005             | Craig Fallon         | Ludwig Paischer        | Čo Nam-sok           | Nidžat Šichalizade   |
| MS 2007             | Ruben Houkes         | Nestor Chergiani       | Ludwig Paischer      | Čchö Min-ho          |
| MS 2009             | Giorgi Zantaraia     | Hiroaki Hiraoka        | Ovanes Davtjan       | Elio Verde           |
| MS 2010             | Rišad Sabirov        | Giorgi Zantaraia       | Arsen Galsťan        | Hiroaki Hiraoka      |
| MS 2011             | Rišad Sabirov        | Hiroaki Hiraoka        | Ilgar Muškijev       | Giorgi Zantaraia     |
| MS 2013             | Naohisa Takató       | Dašdavágín Amartüvšin  | Kim Won-čin          | Orchan Safarov       |
| MS 2014             | Ganbatyn Boldbátar   | Beslan Mudranov        | Amiran Papinašvili   | Naohisa Takató       |
| MS 2015             | Eldos Smetov         | Rustam Ibrajev         | Kim Won-čin          | Tóru Šišime          |
| MS 2017             | Naohisa Takató       | Orchan Safarov         | Ganbatyn Boldbátar   | Diyorbek Oʻrozboyev  |
| MS 2018             | Naohisa Takató       | Robert Mšvidobadze     | Rjúdžu Nagajama      | Amiran Papinašvili   |
| MS 2019             | Luchum Čchvimijani   | Sharofiddin Lutfillaev | Rjúdžu Nagajama      | Eldos Smetov         |
| MS 2021             | Jago Abuladze        | Gusman Kyrgyzbajev     | Francisco Garrigós   | Karamat Husejnov     |
| MS 2022             | Naohisa Takató       | Enkhtaivany Ariunbold  | Yeldos Smetov        | Yang Yung-wei        |
| MS 2023             | Francisco Garrigós   | Dilshodbek Baratov     | Giorgi Sardalashvili | Lee Ha-rim           |
| MS 2024             | Giorgi Sardalashvili | Yang Yung-wei          | Taiki Nakamura       | Lee Ha-rim           |
| MS 2025             | Ryuju Nagayama       | Romain Valadier-Picard | Kazirbekiin Yolk     | Ayub Bliev           |
| 60 kg: 1979–doposud |                      |                        |                      |                      |

## Pololehká váha
| Rok                                    | Zlato                  | Stříbro             | Bronz                  | Bronz                  |
| -------------------------------------- | ---------------------- | ------------------- | ---------------------- | ---------------------- |
| MS 1967                                | Takafumi Šigeoka       | Hirofumi Macuda     | Kim Pjung-sik          | Sergej Suslin          |
| MS 1969                                | Jošio Sonoda           | Tojokazu Nomura     | Kim Sang-čchol         | Sergej Suslin          |
| MS 1971                                | Takao Kawaguči         | Tojokazu Nomura     | Čchoi Čong-sam         | Sergej Suslin          |
| MS 1973                                | Jošiharu Minami        | Takao Kawaguči      | Šengeli Picchelauri    | Héctor Rodríguez       |
| MS 1975                                | Jošiharu Minami        | Kacuhiko Kašiwazaki | Felice Mariani         | Torsten Reißmann       |
| MS 1979                                | Nikolaj Soloduchin     | Yves Delvingt       | Janusz Pawłowski       | Kjosuke Sahara         |
| MS 1981                                | Kacuhiko Kašiwazaki    | Constantin Niculae  | Hwang Čong-o           | Pjotr Ponomarjov       |
| MS 1983                                | Nikolaj Soloduchin     | Jošijuki Macuoka    | Janusz Pawłowski       | Sandro Rosati          |
| MS 1985                                | Jurij Sokolov          | I Kjong-kun         | Jošijuki Macuoka       | Stefen Gawthorpe       |
| MS 1987                                | Jósuke Jamamoto        | Jurij Sokolov       | Tamás Bujkó            | Janusz Pawłowski       |
| MS 1989                                | Dragomir Bečanović     | Udo Quellmalz       | Sergej Kosmynin        | Bruno Carabetta        |
| MS 1991                                | Udo Quellmalz          | Masahiko Okuma      | Sergej Kosmynin        | Jimmy Pedro            |
| MS 1993                                | Jukimasa Nakamura      | Eric Born           | Udo Quellmalz          | Sergej Kosmynin        |
| MS 1995                                | Udo Quellmalz          | Jukimasa Nakamura   | Bektaş Demirel         | Kim Te-ik              |
| MS 1997                                | Kim Hjok               | Larbi Benboudaoud   | Giorgi Vazagašvili     | Victor Bivol           |
| MS 1999                                | Larbi Benboudaoud      | Hüseyin Özkan       | Patrick van Kalken     | Yordanis Arencibia     |
| MS 2001                                | Araš Mir'esmaejlí      | Musa Nastujev       | Yordanis Arencibia     | Kim Hjong-ču           |
| MS 2003                                | Araš Mir'esmaejlí      | Larbi Benboudaoud   | Yordanis Arencibia     | Magomed Džafarov       |
| MS 2005                                | João Derly             | Masato Učišiba      | Araš Mir'esmaejlí      | Miklós Ungvári         |
| MS 2007                                | João Derly             | Yordanis Arencibia  | Araš Mir'esmaejlí      | Miklós Ungvári         |
| MS 2009                                | Chašbátaryn Cagánbátar | Sugoi Uriarte       | Miklós Ungvári         | An Čong-hwan           |
| MS 2010                                | Džunpei Morišita       | Leandro Cunha       | Chašbátaryn Cagánbátar | Loïc Korval            |
| MS 2011                                | Masaši Ebinuma         | Leandro Cunha       | Čo Čun-ho              | Musa Moguškov          |
| MS 2013                                | Masaši Ebinuma         | Azamat Mukanov      | Masaaki Fukuoka        | Giorgi Zantaraia       |
| MS 2014                                | Masaši Ebinuma         | Michail Puljajev    | Kamal Chanmagomedov    | Giorgi Zantaraia       |
| MS 2015                                | An Pa-ul               | Michail Puljajev    | Golan Polak            | Rišad Sabirov          |
| MS 2017                                | Hifumi Abe             | Michail Puljajev    | Važa Margvelašvili     | Tal Flikr              |
| MS 2018                                | Hifumi Abe             | Jerlan Serikdžanov  | An Pa-ul               | Giorgi Zantaraia       |
| MS 2019                                | Džóširó Marujama       | Kim Im-hwan         | Hifumi Abe             | Denis Vieru            |
| MS 2021                                | Džóširó Marujama       | Manuel Lombardo     | Jakub Šamilov          | Jondonperenlejn Baschű |
| MS 2022                                | Hifumi Abe             | Džóširó Marujama    | An Pa-ul               | Denis Vieru            |
| MS 2023                                | Hifumi Abe             | Džóširó Marujama    | Walide Khyar           | Jondonperenlejn Baschű |
| MS 2024                                | Ryoma Tanaka           | Takeshi Takeoka     | Luukas Saha            | Vazha Margvelashvili   |
| MS 2025                                | Takeshi Takeoka        | Nurali Emomali      | Hifumi Abe             | Obid Dzhebov           |
| 65 kg: 1979–1997 • 66 kg: 1999–doposud |                        |                     |                        |                        |

## Lehká váha
| Rok                                                                     | Zlato                     | Stříbro             | Bronz              | Bronz                   |
| ----------------------------------------------------------------------- | ------------------------- | ------------------- | ------------------ | ----------------------- |
| MS 1965                                                                 | Hirofumi Macuda           | Hiroši Minatoja     | Pak Kil-sun        | Oleg Stěpanov           |
| MS 1967                                                                 | Hiroši Minatoja           | Pak Kil-sun         | Takehide Nakatani  | Pak Čchong-sam          |
| MS 1969                                                                 | Hiroši Minatoja           | Jošimicu Kono       | Kim Čchil-pok      | David Rudman            |
| MS 1971                                                                 | Hisaši Cuzawa             | Hiroši Minatoja     | Dietmar Hötger     | Antoni Zajkowski        |
| MS 1973                                                                 | Tojokazu Nomura           | Dietmar Hötger      | Anatolij Novikov   | Kazuo Jošimura          |
| MS 1975                                                                 | Vladimir Něvzorov         | Valerij Dvojnikov   | Kacunori Akimoto   | Kodži Kuramoto          |
| MS 1979                                                                 | Kijoto Kacuki             | Ezio Gamba          | Neil Adams         | Tamaz Namgalauri        |
| MS 1981                                                                 | Pak Čong-hak              | Serge Dyot          | Karl-Heinz Lehmann | Vojislav Vujević        |
| MS 1983                                                                 | Hidetoši Nakaniši         | Ezio Gamba          | Tamaz Namgalauri   | Steffen Stranz          |
| MS 1985                                                                 | An Pjong-kun              | Mike Swain          | Wiesław Błach      | Steffen Stranz          |
| MS 1987                                                                 | Mike Swain                | Marc Alexandre      | Kerrith Brown      | Tošihiko Koga           |
| MS 1989                                                                 | Tošihiko Koga             | Mike Swain          | Ri Čchang-su       | Giorgi Tenadze          |
| MS 1991                                                                 | Tošihiko Koga             | Joaquín Ruiz        | Čong Hun           | Vladimer Dgebuadze      |
| MS 1993                                                                 | Čong Hun                  | Bertalan Hajtós     | Rogério Sampaio    | Daisuke Hidešima        |
| MS 1995                                                                 | Daisuke Hidešima          | Kwak Te-song        | Jimmy Pedro        | Diego Brambilla         |
| MS 1997                                                                 | Kenzó Nakamura            | Christophe Gagliano | Guilherme Bentes   | Vsevolod Zeljonyj       |
| MS 1999                                                                 | Jimmy Pedro               | Vitalij Makarov     | Sebastian Pereira  | Giorgi Revazišvili      |
| MS 2001                                                                 | Vitalij Makarov           | Júsuke Kanamaru     | Askat Šacharov     | Krzysztof Wiłkomirski   |
| MS 2003                                                                 | I Won-hui                 | Daniel Fernandes    | João Neto          | Vitalij Makarov         |
| MS 2005                                                                 | Ákos Braun                | Francesco Bruyere   | Kiyoshi Uematsu    | Hennadij Bilodid        |
| MS 2007                                                                 | Wang Ki-čchun             | Elnur Mammadli      | Júsuke Kanamaru    | Rasul Bokijev           |
| MS 2009                                                                 | Wang Ki-čchun             | Kim Čchol-su        | Dirk Van Tichelt   | Mansur Isajev           |
| MS 2010                                                                 | Hirojuki Akimoto          | Dex Elmont          | Wang Ki-čchun      | Jasuhiro Awano          |
| MS 2011                                                                 | Riki Nakaja               | Dex Elmont          | Navruz Jurakobilov | Ugo Legrand             |
| MS 2013                                                                 | Šóhei Óno                 | Ugo Legrand         | Dex Elmont         | Dirk Van Tichelt        |
| MS 2014                                                                 | Riki Nakaja               | Hong Kuk-hjon       | Musa Moguškov      | Victor Scvorțov         |
| MS 2015                                                                 | Šóhei Óno                 | Riki Nakaja         | An Čchang-im       | Sajndžargalyn Ňam-Očir  |
| MS 2017                                                                 | Sóiči Hašimoto            | Rustam Orudžov      | An Čchang-im       | Ganbátaryn Odbajar      |
| MS 2018                                                                 | An Čchang-im              | Sóiči Hašimoto      | Mohammad Mohammadí | Hidajat Hejdarov        |
| MS 2019                                                                 | Šóhei Óno                 | Rustam Orudžov      | Hidajat Hejdarov   | Děnis Jarcev            |
| MS 2021                                                                 | Laša Šavdatuašvili        | Tommy Macias        | Bilal Çiloğlu      | Sóiči Hašimoto          |
| MS 2022                                                                 | Tsend-Ochiryn Tsogtbaatar | Sóiči Hašimoto      | Hidajat Hejdarov   | Daniel Cargnin          |
| MS 2023                                                                 | Nils Stump                | Manuel Lombardo     | Sóiči Hašimoto     | Murodjon Juldošev       |
| MS 2024                                                                 | Hidajat Hejdarov          | Tatsuki Ishihara    | Nils Stump         | Lavjargalyn Ankhzayaa   |
| MS 2025                                                                 | Joan-Benjamin Gaba        | Daniel Cargnin      | Tatsuki Ishihara   | Makhmadbek Makhmadbekov |
| 68 kg: 1965 • 63 kg: 1967–1975 • 71 kg: 1979–1997 • 73 kg: 1999–doposud |                           |                     |                    |                         |

## Polostřední váha
| Rok                                                       | Zlato                | Stříbro                 | Bronz                  | Bronz                  |
| --------------------------------------------------------- | -------------------- | ----------------------- | ---------------------- | ---------------------- |
| MS 1979                                                   | Šózó Fudžii          | Bernard Tchoullouyan    | Harald Heinke          | Pak Jong-čchol         |
| MS 1981                                                   | Neil Adams           | Džiro Kase              | Kevin Doherty          | Georgi Petrov          |
| MS 1983                                                   | Nobutoši Hikage      | Neil Adams              | Šota Chabareli         | Mircea Frăţică         |
| MS 1985                                                   | Nobutoši Hikage      | Torsten Oehmigen        | Neil Adams             | Vladimir Šestakov      |
| MS 1987                                                   | Hirotaka Okada       | Bašir Varajev           | Waldemar Legień        | I Kchwe-hwa            |
| MS 1989                                                   | Kim Pjong-ču         | Tacuto Močida           | Bašir Varajev          | Waldemar Legień        |
| MS 1991                                                   | Daniel Lascău        | Johan Laats             | Bašir Varajev          | Hidehiko Jošida        |
| MS 1993                                                   | Čon Ki-jong          | Hidehiko Jošida         | Darcel Yandzi          | Jason Morris           |
| MS 1995                                                   | Tošihiko Koga        | Oren Smadža             | Patrick Reiter         | Djamel Bouras          |
| MS 1997                                                   | Čo In-čchol          | Djamel Bouras           | Kwak Ok-čchol          | Patrick Reiter         |
| MS 1999                                                   | Graeme Randall       | Farchod Turajev         | Kwak Ok-čchol          | Čo In-čchol            |
| MS 2001                                                   | Čo In-čchol          | Alexej Budolin          | Sergei Aschwanden      | Elchan Radžabli        |
| MS 2003                                                   | Florian Wanner       | Sergei Aschwanden       | Robert Krawczyk        | Alexej Budolin         |
| MS 2005                                                   | Guillaume Elmont     | Abd ar-Rahmán bin Amádí | Takaši Ono             | Roman Honťuk           |
| MS 2007                                                   | Tiago Camilo         | Anthony Rodriguez       | Guillaume Elmont       | Euan Burton            |
| MS 2009                                                   | Ivan Nifontov        | Sergej Šundikov         | Ole Bischof            | Kim Če-pom             |
| MS 2010                                                   | Kim Če-pom           | Leandro Guilheiro       | Masahiro Takamacu      | Euan Burton            |
| MS 2011                                                   | Kim Če-pom           | Srđan Mrvaljević        | Leandro Guilheiro      | Sergiu Toma            |
| MS 2013                                                   | Loïc Pietri          | Avtandil Črikišvili     | Alain Schmitt          | Ivan Vorobjov          |
| MS 2014                                                   | Avtandil Črikišvili  | Antoine Valois-Fortier  | Ivan Nifontov          | Loïc Pietri            |
| MS 2015                                                   | Takanori Nagase      | Loïc Pietri             | Victor Penalber        | Antoine Valois-Fortier |
| MS 2017                                                   | Alexander Wieczerzak | Matteo Marconcini       | Saeid Mollaei          | Chasan Chalmurzajev    |
| MS 2018                                                   | Saeid Mollaei        | Sótaró Fudžiwara        | Alexander Wieczerzak   | Vedat Albayrak         |
| MS 2019                                                   | Sagi Muki            | Matthias Casse          | Antoine Valois-Fortier | Luka Majisuradze       |
| MS 2021                                                   | Matthias Casse       | Tato Grigalašvili       | Frank de Wit           | Anri Egutidze          |
| MS 2022                                                   | Tato Grigalašvili    | Matthias Casse          | Takanori Nagase        | Šamil Borčašvili       |
| MS 2023                                                   | Tato Grigalašvili    | Matthias Casse          | Takanori Nagase        | Lee Joon-hwan          |
| MS 2024                                                   | Tato Grigalashvili   | Timur Arbuzov           | Somon Makhmadbekov     | Lee Joon-hwan          |
| MS 2025                                                   | Timur Arbuzov        | Tato Grigalashvili      | Zelim Tckaev           | Lee Joon-hwan          |
| 70 kg: 1967–1975 • 78 kg: 1979–1997 • 81 kg: 1999–doposud |                      |                         |                        |                        |

## Střední váha
| Rok                                                       | Zlato                 | Stříbro              | Bronz                | Bronz                   |
| --------------------------------------------------------- | --------------------- | -------------------- | -------------------- | ----------------------- |
| MS 1965                                                   | Isao Okano            | Keniči Jamanaka      | Kim Ui-te            | Jim Bregman             |
| MS 1967                                                   | Eidži Maruki          | Martin Poglajen      | Šiniči Enšu          | Brian Jacks             |
| MS 1969                                                   | Isamu Sonoda          | Kacuja Hirao         | O Sung-ip            | Martin Poglajen         |
| MS 1971                                                   | Šózó Fudžii           | Jošinari Šigemacu    | Guy Auffray          | David Starbrook         |
| MS 1973                                                   | Šózó Fudžii           | Isamu Sonoda         | Bernd Look           | Antoni Reiter           |
| MS 1975                                                   | Šózó Fudžii           | Jošimi Hara          | Adam Adamczyk        | Jean-Paul Coche         |
| MS 1979                                                   | Detlef Ultsch         | Michel Sanchis       | Masao Takahaši       | Wálter Carmona          |
| MS 1981                                                   | Bernard Tchoullouyan  | Seiki Nose           | Davit Bodaveli       | Detlef Ultsch           |
| MS 1983                                                   | Detlef Ultsch         | Fabien Canu          | Robert Berland       | Seiki Nose              |
| MS 1985                                                   | Peter Seisenbacher    | Georgi Petrov        | Vitalij Pesňak       | Fabien Canu             |
| MS 1987                                                   | Fabien Canu           | Pak Čong-čchol       | Masao Murata         | Densign White           |
| MS 1989                                                   | Fabien Canu           | Ben Spijkers         | Axel Lobenstein      | Stefan Freudenberg      |
| MS 1991                                                   | Hirotaka Okada        | Joseph Wanag         | Waldemar Legień      | Giorgio Vismara         |
| MS 1993                                                   | Jošio Nakamura        | Nicolas Gill         | León Villar          | Adrian Croitoru         |
| MS 1995                                                   | Čon Ki-jong           | Hidehiko Jošida      | Oleg Malcev          | Nicolas Gill            |
| MS 1997                                                   | Čon Ki-jong           | Marko Spittka        | Brian Olson          | Michele Monti           |
| MS 1999                                                   | Hidehiko Jošida       | Viktor Floresku      | Ju Song-Jon          | Adrian Croitoru         |
| MS 2001                                                   | Frédéric Demontfaucon | Zurab Zviadauri      | Rasul Salimov        | Jun Tong-sik            |
| MS 2003                                                   | Hwang Hui-te          | Zurab Zviadauri      | Sergej Kucharenko    | Carlos Honorato         |
| MS 2005                                                   | Hiroši Izumi          | Ilias Iliadis        | Mark Huizinga        | Andrej Kazusjonok       |
| MS 2007                                                   | Irakli Cirekidze      | Ilias Iliadis        | Roberto Meloni       | Ivan Peršin             |
| MS 2009                                                   | I Kju-won             | Kirill Děnisov       | Hišám Misbah         | Dilshod Choriev         |
| MS 2010                                                   | Ilias Iliadis         | Daiki Nišijama       | Elchan Mammadov      | Kirill Děnisov          |
| MS 2011                                                   | Ilias Iliadis         | Daiki Nišijama       | Takaši Ono           | Asley González          |
| MS 2013                                                   | Asley González        | Varlam Lipartelijani | Kirill Děnisov       | Ilias Iliadis           |
| MS 2014                                                   | Ilias Iliadis         | Krisztián Tóth       | Varlam Lipartelijani | Kirill Voprosov         |
| MS 2015                                                   | Kwak Tong-han         | Kirill Děnisov       | Mašú Beiká           | Varlam Lipartelijani    |
| MS 2017                                                   | Nemanja Majdov        | Mihael Žgank         | Kwak Tong-han        | Ušangi Margijani        |
| MS 2018                                                   | Nikoloz Šerazadišvili | Iván Silva           | Kenta Kagasawa       | Axel Clerget            |
| MS 2019                                                   | Noël van 't End       | Šóičiró Mukai        | Axel Clerget         | Nemanja Majdov          |
| MS 2021                                                   | Nikoloz Šerazadišvili | Davlat Bobonov       | Marcus Nyman         | Krisztián Tóth          |
| MS 2022                                                   | Davlat Bobonov        | Christian Parlati    | Luka Maisuradze      | Laša Bekauri            |
| MS 2023                                                   | Luka Maisuradze       | Laša Bekauri         | Marcus Nyman         | Sanshiro Murao          |
| MS 2024                                                   | Goki Tajima           | Nemanja Majdov       | Erlan Sherov         | Tristani Mosakhlishvili |
| MS 2025                                                   | Sanshiro Murao        | Goki Tajima          | Luka Maisuradze      | Eljan Hajiyev           |
| 80 kg: 1965–1975 • 86 kg: 1979–1997 • 90 kg: 1999–doposud |                       |                      |                      |                         |

## Polotěžká váha
| Rok                                                        | Zlato                 | Stříbro              | Bronz                | Bronz                      |
| ---------------------------------------------------------- | --------------------- | -------------------- | -------------------- | -------------------------- |
| MS 1967                                                    | Nobujuki Sató         | Osamu Sató           | Ernst Eugster        | Peter Herrmann             |
| MS 1969                                                    | Fumio Sasahara        | Peter Herrmann       | Tomojuki Kawabata    | Vladimir Pokatajev         |
| MS 1971                                                    | Fumio Sasahara        | Nobujuki Sató        | Helmut Howiller      | Chiaki Ishii               |
| MS 1973                                                    | Nobujuki Sató         | Takafumi Ueguči      | Dietmar Lorenz       | David Starbrook            |
| MS 1975                                                    | Jean-Luc Rougé        | Mičinori Išibaši     | Viktor Betanov       | Ramaz Charšiladze          |
| MS 1979                                                    | Tengiz Chubuluri      | Robert Van de Walle  | Henk Numan           | Günther Neureuther         |
| MS 1981                                                    | Tengiz Chubuluri      | Robert Van de Walle  | Ha Hjong-ču          | Roger Vachon               |
| MS 1983                                                    | Andreas Preschel      | Valerij Divisenko    | Günther Neureuther   | Robert Van de Walle        |
| MS 1985                                                    | Hitoši Sugai          | Ha Hjong-ču          | Günther Neureuther   | Robert Van de Walle        |
| MS 1987                                                    | Hitoši Sugai          | Theo Meijer          | Ha Hjong-ču          | Aurélio Miguel             |
| MS 1989                                                    | Koba Kurtanydze       | Balžinňam Odvog      | Robert Van de Walle  | Marc Meiling               |
| MS 1991                                                    | Stéphane Traineau     | Paweł Nastula        | Marc Meiling         | Jiří Sosna                 |
| MS 1993                                                    | Antal Kovács          | Aurélio Miguel       | Stéphane Traineau    | Marc Meiling               |
| MS 1995                                                    | Paweł Nastula         | Dmitrij Sergejev     | Šigeru Okaizumi      | Stéphane Traineau          |
| MS 1997                                                    | Paweł Nastula         | Aurélio Miguel       | Ghislain Lemaire     | Jošio Nakamura             |
| MS 1999                                                    | Kósei Inoue           | Čang Song-ho         | Alexandr Michajlin   | Nicolas Gill               |
| MS 2001                                                    | Kósei Inoue           | Antal Kovács         | Čang Song-ho         | Askat Žitkejev             |
| MS 2003                                                    | Kósei Inoue           | Ghislain Lemaire     | Igor Makarov         | Mário Sabino               |
| MS 2005                                                    | Keidži Suzuki         | Vitalij Bubon        | Luciano Corrêa       | Dmitrij Kabanov            |
| MS 2007                                                    | Luciano Corrêa        | Peter Cousins        | Dániel Hadfi         | Oreidis Despaigne          |
| MS 2009                                                    | Maxim Rakov           | Henk Grol            | Ramadán Dervíš       | Takamasa Anai              |
| MS 2010                                                    | Takamasa Anai         | Henk Grol            | Oreidis Despaigne    | Thierry Fabre              |
| MS 2011                                                    | Tagir Chajbulajev     | Maxim Rakov          | Irakli Cirekidze     | Lukáš Krpálek              |
| MS 2013                                                    | Elchan Mammadov       | Henk Grol            | Dmitrij Peters       | Lukáš Krpálek              |
| MS 2014                                                    | Lukáš Krpálek         | José Armenteros      | Ivan Remarenko       | Karl-Richard Frey          |
| MS 2015                                                    | Rjúnosuke Haga        | Karl-Richard Frey    | Toma Nikiforov       | Dmitrij Peters             |
| MS 2017                                                    | Aaron Wolf            | Varlam Lipartelijani | Elmar Gasimov        | Kirill Děnisov             |
| MS 2018                                                    | Čo Ku-ham             | Varlam Lipartelijani | Nijaz Iljasov        | Lchagvasürengín Otgonbátar |
| MS 2019                                                    | Jorge Fonseca         | Nijaz Iljasov        | Michael Korrel       | Aaron Wolf                 |
| MS 2021                                                    | Jorge Fonseca         | Aleksandar Kukolj    | Varlam Lipartelijani | Ilia Sulamanidze           |
| MS 2022                                                    | Muzaffarbek Turobojev | Kyle Reyes           | Michael Korrel       | Zelym Kocojev              |
| MS 2023                                                    | Arman Adamjan         | Lukáš Krpálek        | Petr Paltchik        | Zelym Kocojev              |
| MS 2024                                                    | Zelim Kocojev         | Shady El Nahas       | Dota Arai            | Nikoloz Sherazadishvili    |
| MS 2025                                                    | Matvěj Kanikovskij    | Dota Arai            | Arman Adamjan        | Zelym Kocojev              |
| 93 kg: 1967–1975 • 95 kg: 1979–1997 • 100 kg: 1999–doposud |                       |                      |                      |                            |

## Těžká váha
| Rok                                                                          | Zlato              | Stříbro              | Bronz                 | Bronz                   |
| ---------------------------------------------------------------------------- | ------------------ | -------------------- | --------------------- | ----------------------- |
| MS 1965                                                                      | Anton Geesink      | Micuo Macunaga       | Doug Rogers           | Seidži Sakaguči         |
| MS 1967                                                                      | Wim Ruska          | Nobujuki Maedžima    | Anzor Kiknadze        | Takeši Macuzaka         |
| MS 1969                                                                      | Šúdži Suma         | Klaus Glahn          | Micuo Macunaga        | Givi Onašvili           |
| MS 1971                                                                      | Wim Ruska          | Klaus Glahn          | Hisakazu Iwata        | Keith Remfry            |
| MS 1973                                                                      | Čónosuke Takagi    | Džibilo Nižaradze    | Sergej Novikov        | Keith Remfry            |
| MS 1975                                                                      | Sumio Endó         | Sergej Novikov       | Pak Čong-kil          | Čónosuke Takagi         |
| MS 1979                                                                      | Jasuhiro Jamašita  | Jean-Luc Rougé       | Imre Varga            | Čo Če-ki                |
| MS 1981                                                                      | Jasuhiro Jamašita  | Grigorij Veričev     | Vladimír Kocman       | Juha Salonen            |
| MS 1983                                                                      | Jasuhiro Jamašita  | Willy Wilhelm        | Mihai Cioc            | Henry Stöhr             |
| MS 1985                                                                      | Čo Jong-čchol      | Hitoši Saitó         | Grigorij Veričev      | Dimitar Zaprjanov       |
| MS 1987                                                                      | Grigorij Veričev   | Mohamed Alí Rašwan   | Jochen Plate          | Sü Kuo-čching           |
| MS 1989                                                                      | Naoja Ogawa        | Frank Moreno         | Grigorij Veričev      | Rafał Kubacki           |
| MS 1991                                                                      | Sergej Kosorotov   | Frank Moreno         | Kim Kon-su            | Naoja Ogawa             |
| MS 1993                                                                      | David Douillet     | Davit Chachaleišvili | Frank Möller          | Sergej Kosorotov        |
| MS 1995                                                                      | David Douillet     | Frank Möller         | Naoja Ogawa           | Davit Chachaleišvili    |
| MS 1997                                                                      | David Douillet     | Šin’iči Šinohara     | Pan Sung              | Tamerlan Tmenov         |
| MS 1999                                                                      | Šin’iči Šinohara   | Indrek Pertelson     | Pan Sung              | Selim Tataroğlu         |
| MS 2001                                                                      | Alexandr Michajlin | Selim Tataroğlu      | Mahmud Miran          | Šin’iči Šinohara        |
| MS 2003                                                                      | Jasujuki Muneta    | Dennis van der Geest | Tamerlan Tmenov       | Jevgenij Sotnikov       |
| MS 2005                                                                      | Alexandr Michajlin | Jasujuki Muneta      | Laša Gudžedžijani     | Pierre Robin            |
| MS 2007                                                                      | Teddy Riner        | Tamerlan Tmenov      | Laša Gudžedžijani     | João Gabriel Schlittler |
| MS 2009                                                                      | Teddy Riner        | Oscar Braison        | Abdulla Tangriev      | Marius Paškevičius      |
| MS 2010                                                                      | Teddy Riner        | Andreas Tölzer       | Matthieu Bataille     | Islám al-Šihábí         |
| MS 2011                                                                      | Teddy Riner        | Andreas Tölzer       | Alexandr Michajlin    | Kim Song-min            |
| MS 2013                                                                      | Teddy Riner        | Rafael Silva         | Fajsal Džáballáh      | Andreas Tölzer          |
| MS 2014                                                                      | Teddy Riner        | Rjú Šičinohe         | Renat Saidov          | Rafael Silva            |
| MS 2015                                                                      | Teddy Riner        | Rjú Šičinohe         | Jakiv Chammo          | Adam Okruašvili         |
| MS 2017                                                                      | Teddy Riner        | David Moura          | Najdangín Tüvšinbajar | Rafael Silva            |
| MS 2018                                                                      | Guram Tušišvili    | Ušangi Kokauri       | Hisajoši Harasawa     | Öldzíbajaryn Dűrenbajar |
| MS 2019                                                                      | Lukáš Krpálek      | Hisajoši Harasawa    | Kim Min-čong          | Roy Meyer               |
| MS 2021                                                                      | Kokoro Kageura     | Tamerlan Bašajev     | Jakiv Chammo          | Roy Meyer               |
| MS 2022                                                                      | Andy Granda        | Tatsuru Saito        | Guram Tušišvili       | Kim Min-čong            |
| MS 2023                                                                      | Teddy Riner        | Inal Tasoev          | Rafael Silva          | Ališer Jusupov          |
| MS 2024                                                                      | Kim Min-čong       | Guram Tušišvili      | Ališer Jusupov        | Tamerlan Bashaev        |
| MS 2025                                                                      | Inal Tasoev        | Guram Tušišvili      | Temur Rakhimov        | Kim Min-čong            |
| 80+ kg: 1965 • 93+ kg: 1967–1975 • 95+ kg: 1979–1997 • 100+ kg: 1999–doposud |                    |                      |                       |                         |

## Ukončené disciplíny

### Bez rozdílu vah
| Rok     | Místo            | Zlato                | Stříbro                 | Bronz                | Bronz                     |
| ------- | ---------------- | -------------------- | ----------------------- | -------------------- | ------------------------- |
| MS 1956 | Tokio            | Šokiči Nacui         | Jošihiko Jošimacu       | Anton Geesink        | Henri Courtine            |
| MS 1958 | Tokio            | Kodži Sone           | Akio Kaminaga           | Bernard Pariset      | Kimijoši Jamašiki         |
| MS 1961 | Paříž            | Anton Geesink        | Kodži Sone              | Hitoši Koga          | Kim Ui–te                 |
| MS 1965 | Rio de Janeiro   | Isao Inokuma         | Anzor Kibrocašvili      | Anzor Kiknadze       | Peter Snijders            |
| MS 1967 | Salt Lake City   | Micuo Macunaga       | Klaus Glahn             | Peter Herrmann       | Masatoši Šinomaki         |
| MS 1969 | Ciudad de México | Masatoši Šinomaki    | Wim Ruska               | Ernst Eugster        | Nobujuki Sató             |
| MS 1971 | Ludwigshafen     | Masatoši Šinomaki    | Vitalij Kuzněcov        | Klaus Glahn          | Šinobu Sekine             |
| MS 1973 | Lausanne         | Kazuhiro Ninomija    | Haruki Uemura           | Klaus Glahn          | Wolfgang Zuckschwerdt     |
| MS 1975 | Vídeň            | Haruki Uemura        | Kazuhiro Ninomija       | Šota Čočišvili       | Dietmar Lorenz            |
| 1977    | Barcelona        | zrušeno              | zrušeno                 | zrušeno              | zrušeno                   |
| MS 1979 | Paříž            | Sumio Endó           | Vitalij Kuzněcov        | Radomir Kovačević    | Jean–Luc Rougé            |
| MS 1981 | Maastricht       | Jasuhiro Jamašita    | Wojciech Reszko         | András Ozsvár        | Robert Van de Walle       |
| MS 1983 | Moskva           | Hitoši Saitó         | Vladimír Kocman         | András Ozsvár        | Robert Van de Walle       |
| MS 1985 | Soul             | Jošimi Masaki        | Mohamed Rašván          | Willy Wilhelm        | Chabil Biktašev           |
| MS 1987 | Essen            | Naoja Ogawa          | Elvis Gordon            | Henry Stöhr          | Jorge Fis                 |
| MS 1989 | Bělehrad         | Naoja Ogawa          | Akaki Kibordzalidze<    | Kim Kon–su           | Alexander von der Groeben |
| MS 1991 | Barcelona        | Naoja Ogawa          | Davit ChachaleišviliGEO | Imre Csősz           | Georges Mathonnet         |
| MS 1993 | Hamilton         | Rafał Kubacki        | Henry Stöhr             | Naoja Ogawa          | Davit Chachaleišvili      |
| MS 1995 | Čiba             | David Douillet       | Sergej Kosorotov        | Šin’iči Šinohara     | Selim Tataroğlu           |
| MS 1997 | Paříž            | Rafał Kubacki        | Jošiharu Makiši         | Harry Van Barneveld  | Dennis van der Geest      |
| MS 1999 | Birmingham       | Šin’iči Šinohara     | Selim Tataroğlu         | Dennis van der Geest | Harry Van Barneveld       |
| MS 2001 | Mnichov          | Alexandr Michajlin   | Ari'el Ze'evi           | Frank Möller         | Dennis van der Geest      |
| MS 2003 | Ósaka            | Keidži Suzuki        | Indrek Pertelson        | Abdulla Tangriev     | Movlud Miralijev          |
| MS 2005 | Káhira           | Dennis van der Geest | Tamerlan Tmenov         | Jurij Rybak          | Johei Takai               |
| MS 2007 | Rio de Janeiro   | Jasujuki Muneta      | Jurij Rybak             | Matthieu Bataille    | Abdulla Tangriev          |
| MS 2008 | Levallois-Perret | Teddy Riner          | Alexandr Michajlin      | Grzegorz Eitel       | Matthieu Bataille         |
| MS 2010 | Tokio            | Daiki Kamikawa       | Teddy Riner             | Keidži Suzuki        | Hiroki Tačijama           |
| MS 2011 | Ťumeň            | Abdulla Tangriev     | Barna Bor               | Alexandr Michajlin   | Keidži Suzuki             |
| MS 2017 | Marrákeš         | Teddy Riner          | Toma Nikiforov          | Takeši Odžitani      | Alex García               |